# AFTER SHOCK
『AFTER SHOCK』（アフター・ショック）は、EARTHSHAKERの6枚目のオリジナル・アルバム。

## 概要
東芝EMIへの移籍後初のアルバム。また、キーボーディストの永川敏郎が加入して5人編成となったEARTHSHAKERの初のオリジナル・アルバム。
2013年にタワーレコード限定で再発売した。

## 収録曲
（全作詞：西田昌史）
1. ため息混じりの愛の中で
  - 作曲：永川敏郎
2. MISTY WORLD
  - 作曲：石原慎一郎
3. BEHIND THE SCENE
  - 作曲：西田昌史
4. 涙を流したあとは
  - 作曲：石原慎一郎
5. そっと深く眠れ
  - 作曲：西田昌史
6. GARAGE
  - 作曲：西田昌史
7. 愛だけは消さないで
  - 作曲：石原慎一郎
8. HURTED PARTNER
  - 作曲：石原慎一郎
9. NIGHT FACE
  - 作曲：甲斐貴之
10. 何処へ
  - 作曲：永川敏郎
11. LET'S GO FIRE
  - 作曲：石原慎一郎